# Милано Куманово
„Милано“ е футболен отбор от град Куманово в Северна Македония. Основан е през 1990 година. Цветовете на екипите им са синьо и жълто.
Играят на градския стадион в града.